# Polizeiruf 110: Resturlaub
Resturlaub ist ein deutscher Kriminalfilm von Hannu Salonen aus dem Jahr 2005. Der Fernsehfilm erschien als 266. Folge der Filmreihe Polizeiruf 110 und wurde im Auftrag des NDR unter der Regie von Andreas Kleinert produziert. Kriminalhauptkommissar Jens Hinrichs (Uwe Steimle) ermittelt in seinem 23. Fall. Für seinen Kollegen Tobias Törner (Henry Hübchen) ist es der 4. Fall in Schwerin.

## Handlung
Die Schweriner Kriminalhauptkommissare Hinrichs und Törner haben dieses Mal keinen Mord aufzuklären. Törner soll sich um die eigentlich erwachsene Lilly kümmern. Er hatte ihren Vater seinerseits ins Gefängnis gebracht und als er sich dort vor kurzem das Leben nahm, bat er Törner darum, sich seiner Tochter anzunehmen. Törner ist wenig begeistert, doch sagt ihm die erfrischende und freche Art von Lilly zu. Allerdings muss er allmählich erkennen, dass er von dem Mädchen nur ausgenutzt wird und sie die kriminelle Energie ihres Vaters zu besitzen scheint. Während sie ihm weismachen will eine Kleiderspende zu einem litauischen Waisenhaus zu bringen, überstellt sie heimlich für einen Autoschieberring gestohlene Limousinen. Törner findet das erst heraus, als er kurzerhand Resturlaub nimmt und Lilly nachreist, um sie bei ihrer angeblich so selbstlosen Arbeit zu unterstützen. Er stellt Lilly zur Rede und versucht ihr klarzumachen, dass sie ihr Leben in Ordnung bringen muss, wenn sie nicht untergehen will. Sie ist einsichtig und will Törner helfen die Autoschieberbande festzunehmen, wenn sie dabei strafmildernd davonkommt.
Hinrichs hat derweil nur mit Eigentumsdelikten zu tun und ist nicht abgeneigt endlich ein wenig „Action“ in seinen Dienstalltag zu bringen. Zusammen mit einer Sonderkommission des LKA wollen sie die langgesuchten Autoschieber festnehmen, doch als sie zu deren Versteck kommen, ist niemand mehr da und auch Lilly ist verschwunden. Sie hat sich einfach aus dem Staub gemacht und lässt Törner ratlos zurück.

## Kritik
Die Kritiker der Fernsehzeitschrift TV Spielfilm vergaben die beste Wertung (Daumen nach oben) und meinten:
„Eine schön melancholische Tragikomödie vom Rand der Republik.“
„Weniger Krimi als Charakterstudie“